# Duncan Falls
Duncan Falls es un lugar designado por el censo ubicado en el condado de Muskingum en el estado estadounidense de Ohio. En el Censo de 2010 tenía una población de 880 habitantes y una densidad poblacional de 257,99 personas por km².

## Geografía
Duncan Falls se encuentra ubicado en las coordenadas 39°52′57″N 81°54′49″O / 39.88250, -81.91361. Según la Oficina del Censo de los Estados Unidos, Duncan Falls tiene una superficie total de 3.41 km², de la cual 3.21 km² corresponden a tierra firme y (5.85%) 0.2 km² es agua.

## Demografía
Según el censo de 2010, había 880 personas residiendo en Duncan Falls. La densidad de población era de 257,99 hab./km². De los 880 habitantes, Duncan Falls estaba compuesto por el 98.64% blancos, el 0.45% eran afroamericanos, el 0% eran amerindios, el 0.11% eran asiáticos, el 0% eran isleños del Pacífico, el 0.23% eran de otras razas y el 0.57% pertenecían a dos o más razas. Del total de la población el 0.11% eran hispanos o latinos de cualquier raza.